# Judson University

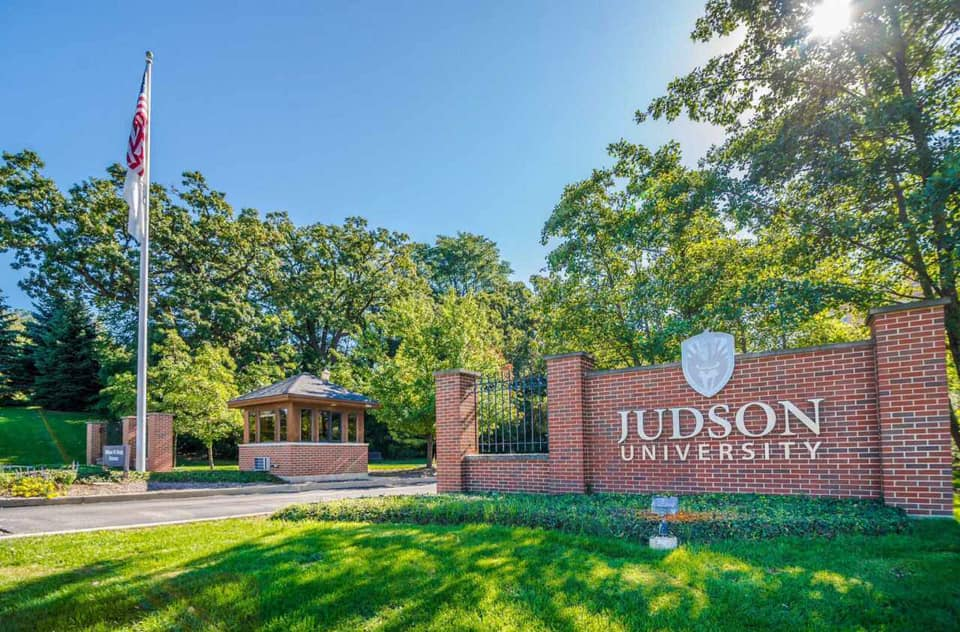
Judson University (2018)

Judson University ist eine christlich-evangelische Universität der freien Künste in Elgin. Sie wurde ursprünglich 1963 als College innerhalb des Northern Baptist Theological Seminary gegründet. Als das Seminar von Chicago nach Lombard zog, wurde das College abgetrennt. Die Universität ist nach Adoniram Judson, dem ersten amerikanischen baptistischen Auslandsmissionar, benannt. Am 28. August 2008 wurde das College eine Universität.